# Siktlav
Siktlav (Umbilicaria torrefacta) är en lavart som först beskrevs av John Lightfoot, och fick sitt nu gällande namn av Heinrich Adolph Schrader. Siktlav ingår i släktet Umbilicaria och familjen Umbilicariaceae.  Arten är reproducerande i Sverige. Inga underarter finns listade i Catalogue of Life.